# Masako Mori
Masako Mori (森 雅子, Mori Masako), née le 22 août 1964 à Iwaki, dans la préfecture de Fukushima (Japon) est une femme politique japonaise. Membre du Parti libéral-démocrate (PLD), elle est députée à la Chambre des conseillers et plusieurs fois ministre au sein des gouvernements de Shinzō Abe.

## Biographie

### Études et carrière professionnelle
Masako Mori a étudié le droit à l'université de Tohoku. Elle a passé l’examen d’entrée au barreau en 1992 et a été chercheuse à la New York University School of Law. Elle a souvent plaidé pour des victimes de fraudes. En 2005, elle a travaillé à l’Agence des services financiers (Financial Services Agency), mais l’a rapidement quittée pour commencer une carrière politique.

### Carrière politique
En 2006, Masako Mori se présenta, avec l’appui du PLD et du Nouveau Kōmeitō, en vain à l’élection pour le poste de gouverneur de la préfecture de Fukushima.
En 2007, elle est élue pour la première fois à la Chambre des conseillers.
Au sein du PLD et à la Chambre des Conseillers, elle a été active dans plusieurs commissions législatives et administratives.
Après l’accident nucléaire de Fukushima, Masako Mori a surveillé les mesures du gouvernement pour la santé des enfants et a critiqué les procédures d’évacuation. Elle a mis en cause, au Parlement, l’attitude et l’histoire de son propre parti, le PLD, dans cet accident. Elle a aussi critiqué le gouvernement pour les détournements budgétaires qui ont permis l’affectation de fonds réservés aux réparations après le tremblement de terre à des dépenses sans rapport avec celui-ci.
Du 26 décembre 2012 au 3 septembre 2014, elle est ministre d'État chargée de la Sécurité alimentaire et de la Consommation, des mesures contre la Dénatalité, de l'Égalité sociale et des sexes et du Soutien à la garde d'enfants et à la vitalité féminine au sein du gouvernement Abe II. Elle y est l'une des deux seules femmes ministre. Chargée spécifiquement de l'égalité homme-femme et de la lutte contre la dénatalité, elle connaît bien le sujet pour avoir été confrontée à de nombreux problèmes au cours de sa carrière (manque de place en crèche, nécessité de devenir mère au foyer un certain temps, etc.). Le pays n'ayant pas eu de politique familiale après la Seconde Guerre mondiale, les femmes y sont en effet souvent victimes de discriminations et les dirigeantes politiques ou d'entreprises restent rares. Elle tient à multiplier les « ikumen », les hommes qui s'occupent de leurs enfants sans laisser tout ce travail à leur conjointe,.
Le 31 octobre 2019, elle est nommée ministre de la Justice par le Premier ministre Shinzō Abe, succédant à Katsuyuki Kawai, démissionnaire à la suite d'une affaire de corruption concernant son épouse sénatrice. En tant que ministre de la justice, Masako Mori défend les vertus du système judiciaire japonais après la fuite du Japon de Carlos Ghosn.

## Vie privée
Elle a deux enfants.